# Play-off 2022-2023 per la Gamma Ethniki
I play-off 2022-2023 per la Gamma Ethniki sono stati la 2ª edizione dei play-off per la Gamma Ethniki svolto dalle associazioni dilettantistiche locali delle società calcistiche nell’ambito del campionato greco di calcio. La fase, iniziata il 13 maggio 2023 e conclusasi il 18 giugno dello stesso anno, ha visto affrontarsi le 54 vincitrici del proprio gruppo di primo livello dell'associazione calcistica locale (E.P.S.) di appartenenza, suddivise in gruppi territoriali.

## Gruppo 1
| Squadra                 | Città            | E.P.S. di provenienza        |
| ----------------------- | ---------------- | ---------------------------- |
| Arīs Peteinou           | Petino           | E.P.S. Xanthi                |
| Doxa Neou Sidirochoriou | Neo Sidirochorio | E.P.S. Tracia (Rodopi)       |
| Doxa Volaka             | Volaka           | E.P.S. Drama                 |
| Iraklis Ammoudias       | Ammoudia         | E.P.S. Serres                |
| Orfeas Eleftheroupolis  | Eleftheroupoli   | E.P.S. Kavala e Taso         |
| Orestīs Orestiadas      | Orestiada        | E.P.S. Evros e Samotracia    |
| Nikī Efkarpias          | Efkarpia         | E.P.S. Macedonia (Salonicco) |

### Classifica
|  | Pos. | Squadra                 | Pt | G | V | N | P | GF | GS | DR  |
|  | ---- | ----------------------- | -- | - | - | - | - | -- | -- | --- |
|  | 1.   | Nikī Efkarpias          | 13 | 6 | 4 | 1 | 1 | 12 | 3  | +9  |
|  | 2.   | Arīs Peteinou           | 12 | 6 | 4 | 0 | 2 | 10 | 4  | +6  |
|  | 3.   | Orestīs Orestiadas      | 11 | 6 | 3 | 2 | 1 | 7  | 3  | +4  |
|  | 4.   | Doxa Volaka             | 9  | 6 | 3 | 0 | 3 | 8  | 8  | 0   |
|  | 5.   | Orfeas Eleftheroupolis  | 8  | 6 | 2 | 2 | 2 | 7  | 9  | -2  |
|  | 6.   | Iraklis Ammoudias       | 5  | 6 | 1 | 2 | 3 | 7  | 8  | -1  |
|  | 7.   | Doxa Neou Sidirochoriou | 1  | 6 | 0 | 1 | 5 | 2  | 16 | -14 |

Legenda:

      Ammesso in Gamma Ethniki 2023-2024

### Risultati
|                         | APE  | DNS  | DVO  | IAM  | OEL  | ORE  | NEF  |
| ----------------------- | ---- | ---- | ---- | ---- | ---- | ---- | ---- |
| Aris Peteinou           | –––– | -    | 1-0  | 2-0  | 5-1  | -    | -    |
| Doxa Neou Sidirichoriou | 0-2  | –––– | -    | -    | 0-0  | 0-3  | -    |
| Doxa Volaka             | -    | 4-2  | –––– | 3-2  | -    | 0-2  | -    |
| Iraklis Ammoudias       | -    | 2-0  | -    | –––– | 1-1  | -    | 1-3  |
| Orfeas Eleftheroupolis  | -    | -    | 1-0  | -    | –––– | 3-1  | 1-2  |
| Orestis Orestiadas      | 1-0  | -    | -    | 0-0  | -    | –––– | 0-0  |
| Niki Efkarpias          | 2-0  | 5-0  | 0-1  | -    | -    | -    | –––– |

## Gruppo 2
| Squadra                        | Città       | E.P.S. di provenienza        |
| ------------------------------ | ----------- | ---------------------------- |
| Aetos Varvaras                 | Varvara     | E.P.S. Calcidica             |
| Apollon Evropou                | Evropos     | E.P.S. Kilkis                |
| Epanomi                        | Epanomi     | E.P.S. Macedonia (Salonicco) |
| Ermis Amyntaiou                | Amyntaio    | E.P.S. Florina               |
| Mavri Thyella Lykostomou       | Lykostomo   | E.P.S. Pella                 |
| Megas Alexandros Agias Marinas | Agia Marina | E.P.S. Emazia                |
| Vataniakos                     | Katerini    | E.P.S. Pieria                |

### Classifica
|  | Pos. | Squadra                        | Pt | G | V | N | P | GF | GS | DR |
|  | ---- | ------------------------------ | -- | - | - | - | - | -- | -- | -- |
|  | 1.   | Megas Alexandros Agias Marinas | 13 | 6 | 4 | 1 | 1 | 12 | 4  | +8 |
|  | 2.   | Aetos Varvaras                 | 12 | 6 | 3 | 3 | 0 | 8  | 3  | +5 |
|  | 3.   | Epanomi                        | 12 | 6 | 4 | 0 | 2 | 8  | 5  | +3 |
|  | 4.   | Vataniakos                     | 12 | 6 | 4 | 0 | 2 | 10 | 4  | +6 |
|  | 5.   | Mavri Thyella Lykostomou       | 6  | 6 | 2 | 0 | 4 | 7  | 12 | -5 |
|  | 6.   | Ermis Amyntaiou                | 4  | 6 | 1 | 1 | 4 | 5  | 14 | -9 |
|  | 7.   | Apollon Evropou                | 1  | 6 | 0 | 1 | 5 | 5  | 13 | -8 |

Legenda:

      Ammesso in Gamma Ethniki 2023-2024

### Risultati
|                                | AVA  | AEV  | EPA  | EAM  | MTL  | MAM  | VAT  |
| ------------------------------ | ---- | ---- | ---- | ---- | ---- | ---- | ---- |
| Aetos Varvaras                 | –––– | -    | 1-0  | -    | 4-1  | -    | 1-0  |
| Apollon Evropou                | 1-1  | –––– | -    | 1-2  | -    | -    | 1-3  |
| Epanomi                        | -    | 2-0  | –––– | 2-1  | 2-0  | -    | -    |
| Ermis Amyntaiou                | 0-0  | -    | -    | –––– | 1-3  | 1-5  | -    |
| Mavri Thyella Lykostomou       | -    | 3-1  | -    | -    | –––– | 0-2  | 0-2  |
| Megas Alexandros Agias Marinas | 1-1  | 2-1  | 2-0  | -    | -    | –––– | -    |
| Vataniakos                     | -    | -    | 1-2  | 3-0  | -    | 1-0  | –––– |

## Gruppo 3
| Squadra              | Città       | E.P.S. di provenienza                 |
| -------------------- | ----------- | ------------------------------------- |
| Anagennīsī Arta      | Arta        | E.P.S. Arta                           |
| Aris Filiaton        | Filiates    | E.P.S. Tesprozia                      |
| Astrapi Mesopotamias | Mesopotamia | E.P.S. Kastoria                       |
| Mesologgiou          | Missolungi  | E.P.S. Etolia-Acarnania               |
| Thinaliakos          | Thinali     | E.P.S. Corfù, Passo e isole Diapontie |
| Thriamvos Lourou     | Louros      | E.P.S. Prevesa e Leucade              |
| Thyella Katsika      | Katsikas    | E.P.S. Epiro (Giannina)               |

### Classifica
|  | Pos. | Squadra              | Pt | G | V | N | P | GF | GS | DR |
|  | ---- | -------------------- | -- | - | - | - | - | -- | -- | -- |
|  | 1.   | Thyella Katsika      | 12 | 6 | 3 | 3 | 0 | 7  | 2  | +5 |
|  | 2.   | Mesologgiou          | 11 | 6 | 3 | 2 | 1 | 6  | 6  | 0  |
|  | 3.   | Anagennīsī Arta      | 9  | 6 | 3 | 0 | 3 | 13 | 6  | +7 |
|  | 4.   | Aris Filiaton        | 9  | 6 | 2 | 3 | 1 | 11 | 5  | +6 |
|  | 5.   | Thriamvos Lourou     | 8  | 6 | 2 | 2 | 2 | 4  | 4  | 0  |
|  | 6.   | Thinaliakos          | 5  | 6 | 1 | 2 | 3 | 6  | 15 | -9 |
|  | 7.   | Astrapi Mesopotamias | 3  | 6 | 1 | 0 | 5 | 4  | 13 | -9 |

Legenda:

      Ammesso in Gamma Ethniki 2023-2024

### Risultati
|                      | AAR  | AFI  | AME  | MES  | THI  | TLO  | TKA  |
| -------------------- | ---- | ---- | ---- | ---- | ---- | ---- | ---- |
| Anagennisi Artas     | –––– | -    | 0-2  | -    | 8-1  | 1-0  | -    |
| Aris Filiaton        | 2-1  | –––– | 6-0  | 1-1  | -    | -    | -    |
| Astrapi Mesopotamias | -    | -    | –––– | 0-1  | 1-2  | -    | 0-2  |
| Mesologgiou          | 0-3  | -    | -    | –––– | -    | 1-0  | 1-1  |
| Thinaliakos          | -    | 2-2  | -    | 1-2  | –––– | 0-0  | -    |
| Thriamvos Lourou     | -    | 1-0  | -    | 2-1  | -    | –––– | 1-1  |
| Thyella Katsikas     | 1-0  | 0-0  | -    | -    | 2-0  | -    | –––– |

## Gruppo 4
| Squadra           | Città      | E.P.S. di provenienza                 |
| ----------------- | ---------- | ------------------------------------- |
| Asteras Karditsas | Karditsa   | E.P.S. Karditsa                       |
| Asteras Stavrou   | Stavros    | E.P.S. Ftiotide                       |
| Eordaikos         | Ptolemaida | E.P.S. Kozani                         |
| Kileler           | Kileler    | E.P.S. Larissa                        |
| Magnīsiakos       | Volos      | E.P.S. Tessaglia (Magnesia e Sporadi) |
| Meteora           | Kalambaka  | E.P.S. Trikala                        |

### Classifica
|  | Pos. | Squadra           | Pt | G | V | N | P | GF | GS | DR |
|  | ---- | ----------------- | -- | - | - | - | - | -- | -- | -- |
|  | 1.   | Kileler           | 10 | 5 | 3 | 1 | 1 | 7  | 1  | +6 |
|  | 2.   | Magnīsiakos       | 9  | 5 | 3 | 0 | 2 | 8  | 7  | +1 |
|  | 3.   | Asteras Stavrou   | 8  | 5 | 2 | 2 | 1 | 4  | 1  | +3 |
|  | 4.   | Eordaikos         | 7  | 5 | 2 | 1 | 2 | 5  | 5  | 0  |
|  | 5.   | Asteras Karditsas | 6  | 5 | 2 | 0 | 3 | 5  | 7  | -2 |
|  | 6.   | Meteora           | 2  | 5 | 0 | 2 | 3 | 1  | 9  | -8 |

Legenda:

      Ammesso in Gamma Ethniki 2023-2024

### Risultati
|                   | AKA  | AST  | EOR  | KIL  | MAG  | MET  |
| ----------------- | ---- | ---- | ---- | ---- | ---- | ---- |
| Asteras Karditsas | –––– | -    | 0-2  | -    | 3-2  | 2-0  |
| Asteras Stavrou   | 2-0  | –––– | 2-0  | 0-0  | -    | -    |
| Eordaikos         | -    | -    | –––– | 0-2  | 3-1  | -    |
| Kilerer           | 1-0  | -    | -    | –––– | -    | 4-0  |
| Magnisiakos       | -    | 1-0  | -    | 1-0  | –––– | 3-1  |
| Meteora           | -    | 0-0  | 0-0  | -    | -    | –––– |

## Gruppo 5
| Squadra         | Città        | E.P.S. di provenienza    |
| --------------- | ------------ | ------------------------ |
| Amykliakos      | Amykles      | E.P.S. Laconia           |
| Eranī Filiatrōn | Filiatra     | E.P.S. Messenia          |
| Leonidio        | Leonidio     | E.P.S. Arcadia           |
| Levante         | Agioi Pantes | E.P.S. Zante             |
| Pallixouriakos  | Lixouri      | E.P.S. Cefalonia e Itaca |
| Panaigialeios   | Egio         | E.P.S. Acaia             |
| Vardas          | Varda        | E.P.S. Elide             |

### Classifica
|  | Pos. | Squadra         | Pt | G | V | N | P | GF | GS | DR  |
|  | ---- | --------------- | -- | - | - | - | - | -- | -- | --- |
|  | 1.   | Vardas          | 14 | 6 | 4 | 2 | 0 | 13 | 6  | +7  |
|  | 2.   | Panaigialeios   | 13 | 6 | 4 | 1 | 1 | 14 | 7  | +7  |
|  | 3.   | Eranī Filiatrōn | 10 | 6 | 3 | 1 | 2 | 13 | 6  | +7  |
|  | 4.   | Pallixouriakos  | 10 | 6 | 3 | 1 | 2 | 7  | 6  | +1  |
|  | 5.   | Amykliakos      | 9  | 6 | 3 | 0 | 3 | 5  | 8  | -3  |
|  | 6.   | Leonidio        | 3  | 6 | 1 | 0 | 5 | 8  | 12 | -4  |
|  | 7.   | Levante         | 1  | 6 | 0 | 1 | 5 | 6  | 21 | -15 |

Legenda:

      Ammesso in Gamma Ethniki 2023-2024

### Risultati
|                 | AMY  | EFL  | LEO  | LEV  | PAL  | PAN  | VAR  |
| --------------- | ---- | ---- | ---- | ---- | ---- | ---- | ---- |
| Amykliakos      | –––– | 1-0  | 1-0  | -    | -    | -    | 0-3  |
| Erani Filiatron | -    | –––– | -    | 4-0  | 2-0  | -    | 1-1  |
| Leonidio        | -    | 1-4  | –––– | 6-2  | -    | 0-1  | -    |
| Levante         | 0-2  | -    | -    | –––– | -    | 1-4  | 2-2  |
| Pallixouriakos  | 1-0  | -    | 2-1  | 3-1  | –––– | -    | -    |
| Panaigialeios   | 4-1  | 3-2  | -    | -    | 0-0  | –––– | -    |
| Vardas          | -    | -    | -    | 2-0  | 2-1  | 3-2  | –––– |

## Gruppo 6
| Squadra           | Città      | E.P.S. di provenienza               |
| ----------------- | ---------- | ----------------------------------- |
| Eolos Karpenisiou | Karpenisi  | E.P.S. Euritania                    |
| Apollon Efpalios  | Efpalio    | E.P.S. Focide                       |
| Ellopiakos        | Ellopia    | E.P.S. Beozia                       |
| Korinthos         | Corinto    | E.P.S. Corinzia                     |
| Koronis Koiladas  | Koilada    | E.P.S. Larissa                      |
| Neas Artakīs      | Nea Artaki | E.P.S. Eubea e Sciro                |
| Peramaïkos        | Perama     | E.P.S. Pireo, Argosaronico e Citera |

### Classifica
|  | Pos. | Squadra           | Pt | G | V | N | P | GF | GS | DR  |
|  | ---- | ----------------- | -- | - | - | - | - | -- | -- | --- |
|  | 1.   | Neas Artakīs      | 16 | 6 | 5 | 1 | 0 | 18 | 5  | +13 |
|  | 2.   | Ellopiakos        | 12 | 6 | 4 | 0 | 2 | 11 | 6  | +5  |
|  | 3.   | Korinthos         | 11 | 6 | 3 | 2 | 1 | 12 | 6  | +6  |
|  | 4.   | Peramaïkos        | 10 | 6 | 3 | 1 | 2 | 12 | 7  | +5  |
|  | 5.   | Apollon Efpalios  | 7  | 6 | 2 | 1 | 3 | 12 | 13 | -1  |
|  | 6.   | Koronis Koiladas  | 4  | 6 | 1 | 1 | 4 | 6  | 19 | -13 |
|  | 7.   | Eolos Karpenisiou | 0  | 6 | 0 | 0 | 6 | 3  | 18 | -15 |

Legenda:

      Ammesso in Gamma Ethniki 2023-2024

### Risultati
|                    | AKA  | AEF  | ELL  | KOR  | KKO  | NAR  | PER  |
| ------------------ | ---- | ---- | ---- | ---- | ---- | ---- | ---- |
| Aiolos Karpenisiou | –––– | -    | 1-2  | 0-2  | 1-2  | -    | -    |
| Apollon Efpaliou   | 6-1  | –––– | -    | 5-2  | -    | 0-3  | -    |
| Ellopiakos         | -    | 3-0  | –––– | 0-1  | -    | -    | 2-0  |
| Korinthos          | -    | -    | -    | –––– | 6-0  | 1-1  | 0-0  |
| Koronis Koiladas   | -    | 1-1  | 1-2  | -    | –––– | 1-4  | -    |
| Neas Artakis       | 3-0  | -    | 3-2  | -    | -    | –––– | 4-1  |
| Peramaikos         | 3-0  | 3-0  | -    | -    | 5-1  | -    | –––– |

## Gruppo 7
| Squadra         | Città       | E.P.S. di provenienza               |
| --------------- | ----------- | ----------------------------------- |
| Apollon Pontion | Aspropyrgos | E.P.S. Attica occidentale           |
| Atromītos Pireo | Il Pireo    | E.P.S. Pireo, Argosaronico e Citera |
| Atsaleniou      | Candia      | E.P.S. Candia                       |
| Chaïdari        | Chaidari    | E.P.S. Atene                        |
| Ermis Zonianon  | Zoniana     | E.P.S. Retimo                       |
| Granitis        | Agia Marina | E.P.S. La Canea                     |

### Classifica
|  | Pos. | Squadra         | Pt | G | V | N | P | GF | GS | DR |
|  | ---- | --------------- | -- | - | - | - | - | -- | -- | -- |
|  | 1.   | Ermis Zonianon  | 10 | 5 | 3 | 1 | 1 | 6  | 4  | +2 |
|  | 2.   | Atsaleniou      | 9  | 5 | 2 | 3 | 0 | 6  | 3  | +3 |
|  | 3.   | Atromītos Pireo | 9  | 5 | 2 | 3 | 0 | 4  | 2  | +2 |
|  | 4.   | Chaïdari        | 7  | 5 | 2 | 1 | 2 | 5  | 4  | +1 |
|  | 5.   | Apollon Pontion | 3  | 5 | 1 | 0 | 4 | 7  | 11 | -4 |
|  | 6.   | Granitis        | 2  | 5 | 0 | 2 | 3 | 4  | 9  | -5 |

Legenda:

      Ammesso in Gamma Ethniki 2023-2024

### Risultati
|                 | APO  | API  | ATS  | CHA  | EZO  | GRA  |
| --------------- | ---- | ---- | ---- | ---- | ---- | ---- |
| Apollon Pontion | –––– | 0-1  | -    | -    | 2-3  | 3-1  |
| Atromitos Pireo | -    | –––– | 0-0  | 1-0  | 0-0  | -    |
| Atsaleniou      | 4-2  | -    | –––– | -    | 1-0  | -    |
| Chaidari        | 2-0  | -    | 0-0  | –––– | -    | 2-0  |
| Ermis Zonianon  | -    | -    | -    | 2-1  | –––– | 1-0  |
| Granitis        | -    | 2-2  | 1-1  | -    | -    | –––– |

## Gruppo 8
| Squadra                  | Città          | E.P.S. di provenienza   |
| ------------------------ | -------------- | ----------------------- |
| Afantou                  | Afando         | E.P.S. Dodecaneso       |
| Aetos Loutron            | Loutra         | E.P.S. Lesbo e Lemno    |
| Atromitos Agiou Georgiou | Agios Georgios | E.P.S. Chio             |
| Asteras Varīs            | Vari           | E.P.S. Attica orientale |
| Ellas Syrou              | Ermopoli       | E.P.S. Cicladi          |
| Īlisiakos                | Zografo        | E.P.S. Atene            |
| Pythagoras Kontakaiikon  | Kontakaiika    | E.P.S. Samo e Icaria    |

### Classifica
|  | Pos. | Squadra                  | Pt | G | V | N | P | GF | GS | DR  |
|  | ---- | ------------------------ | -- | - | - | - | - | -- | -- | --- |
|  | 1.   | Īlisiakos                | 16 | 6 | 5 | 1 | 0 | 14 | 2  | +12 |
|  | 2.   | Afantou                  | 13 | 6 | 4 | 1 | 1 | 15 | 9  | +6  |
|  | 3.   | Ellas Syrou              | 12 | 6 | 4 | 0 | 2 | 15 | 2  | +13 |
|  | 4.   | Asteras Varīs            | 12 | 6 | 4 | 0 | 2 | 19 | 6  | +13 |
|  | 5.   | Aetos Loutron            | 6  | 6 | 2 | 0 | 4 | 7  | 7  | 0   |
|  | 6.   | Pythagoras Kontakaiikon  | 3  | 6 | 1 | 0 | 5 | 4  | 30 | -26 |
|  | 7.   | Atromitos Agiou Georgiou | 0  | 6 | 0 | 0 | 6 | 0  | 18 | -18 |

Legenda:

      Ammesso in Gamma Ethniki 2023-2024

### Risultati
|                          | AER  | ALO  | AAG  | AVA  | ESY  | ILI  | PKO  |
| ------------------------ | ---- | ---- | ---- | ---- | ---- | ---- | ---- |
| Afantou                  | –––– | -    | -    | 2-6  | 1-0  | -    | 6-1  |
| Aetos Loutron            | 0-1  | –––– | -    | -    | -    | 0-3  | 4-0  |
| Atromitos Agiou Georgiou | 0-3  | 0-3  | –––– | -    | 0-3  | -    | -    |
| Asteras Varis            | -    | 2-0  | 3-0  | –––– | -    | -    | 8-0  |
| Ellas Syrou              | -    | 1-0  | -    | 3-0  | –––– | 0-1  | -    |
| Ilisiakos                | 2-2  | -    | 3-0  | 1-0  | -    | –––– | -    |
| Pythagoras Kontakaiikon  | -    | -    | 3-0  | -    | 0-8  | 0-4  | –––– |